# Paide Ühisgümnaasiumi staadion
Paide Ühisgümnaasiumi staadion é um estádio multi-uso localizado na cidade de Paide, Estónia. Atualmente abriga partidas de futebol do Paide Linnameeskond.